# New Jersey Nets 1981-1982
La stagione 1981-82 dei New Jersey Nets fu la 6ª nella NBA per la franchigia.
I New Jersey Nets arrivarono terzi nella Atlantic Division della Eastern Conference con un record di 44-38. Nei play-off persero al primo turno con i Washington Bullets (2-0)

## Roster
| N° | Naz.                   | Ruolo | Sportivo            | Anno | Alt. | Peso |
| -- | ---------------------- | ----- | ------------------- | ---- | ---- | ---- |
|    | Stati Uniti (bandiera) | G     | Ed Sherod           | 1959 | 188  | 77   |
| 1  | Stati Uniti (bandiera) | G     | Foots Walker        | 1951 | 183  | 78   |
| 10 | Stati Uniti (bandiera) | G     | Otis Birdsong       | 1955 | 191  | 86   |
| 12 | Stati Uniti (bandiera) | G     | Darwin Cook         | 1958 | 191  | 83   |
| 13 | Stati Uniti (bandiera) | G     | Ray Williams        | 1954 | 191  | 85   |
| 20 | Stati Uniti (bandiera) | GA    | Jan van Breda Kolff | 1951 | 201  | 88   |
| 21 | Stati Uniti (bandiera) | G     | David Burns         | 1958 | 188  | 82   |
| 30 | Stati Uniti (bandiera) | A     | Ray Tolbert         | 1958 | 206  | 102  |
| 31 | Stati Uniti (bandiera) | GA    | Mike O'Koren        | 1958 | 201  | 94   |
| 33 | Stati Uniti (bandiera) | AC    | James Bailey        | 1957 | 206  | 100  |
| 40 | Stati Uniti (bandiera) | C     | Sam Lacey           | 1948 | 208  | 107  |
| 42 | Stati Uniti (bandiera) | C     | Mike Gminski        | 1959 | 211  | 113  |
| 42 | Stati Uniti (bandiera) | GA    | Mike Woodson        | 1958 | 196  | 88   |
| 44 | Stati Uniti (bandiera) | AC    | Joe Cooper          | 1957 | 208  | 104  |
| 44 | Stati Uniti (bandiera) | AC    | Len Elmore          | 1952 | 206  | 100  |
| 52 | Stati Uniti (bandiera) | AC    | Buck Williams       | 1960 | 203  | 98   |
| 55 | Stati Uniti (bandiera) | GA    | Albert King         | 1959 | 198  | 86   |

## Staff tecnico
- Allenatore: Larry Brown
- Vice-allenatori: Bill Blair, Mike Schuler